# استالینگراد (فیلم ۲۰۱۳)
استالینگراد (روسی: Сталинград) فیلمی در ژانر جنگی، درام، و ماجرایی است که در سال ۲۰۱۳ منتشر شد. از بازیگران آن می‌توان به توماس کرتشمن اشاره کرد.

## خلاصه داستان
استالینگراد ۱۹۴۲: درگیر و دار تصرف استالینگراد خانه‌ای در مجاورت رود ولگا همانند گذرگاهی مانع رسیدن نیروهای آلمانی به روسیه است. این خانه که سربازان روس از آن محافظت می‌کنند برای ارتش آلمان نازی بسیار مهم است و برای عبور از رودخانه باید از این مسیر رد شوند اما مقاومت سربازان ارتش سرخ این اجازه را به آنها نمی‌دهد.